# Jannie Bornman

a Compétitions nationales et continentales officielles uniquement.

Dernière mise à jour le 1er mars 2015.
Jan « Jannie » Bornman (né le 28 juillet 1980 à Winburg) est un joueur sud-africain de rugby à XV qui évolue aux postes de troisième ligne centre et de troisième ligne aile. Il joue au sein de l'effectif du club français de Provence rugby en 2015-2016, depuis 2015.

## Biographie

### Début de carrière en Afrique du Sud et en Angleterre
Jannie Bornman, natif de l'État-Libre, joue chez les juniors de sa province avant de muter pour les Griquas, où il passe quatre saisons. En parallèle, lorsque la saison sud-africaine fait relâche, il joue en troisième division anglaise, d’abord à Rotherham, puis à Plymouth. 

### Arrivée en France à Dax
En 2008, il s’engage avec l’US Dax, après avoir été pressenti aux Cornish Pirates, puis rejoint le Castres Olympique en 2011.

### Champion de France avec Castres
Avec le Castres olympique, il est sacré champion de France en 2013, en battant le RC Toulon. L'année suivante, il est finaliste.

## Palmarès
- Championnat de France de première division :
  - Champion (1) : 2013.
  - Vice-champion (1) : 2014.